# Nicola Siegrist

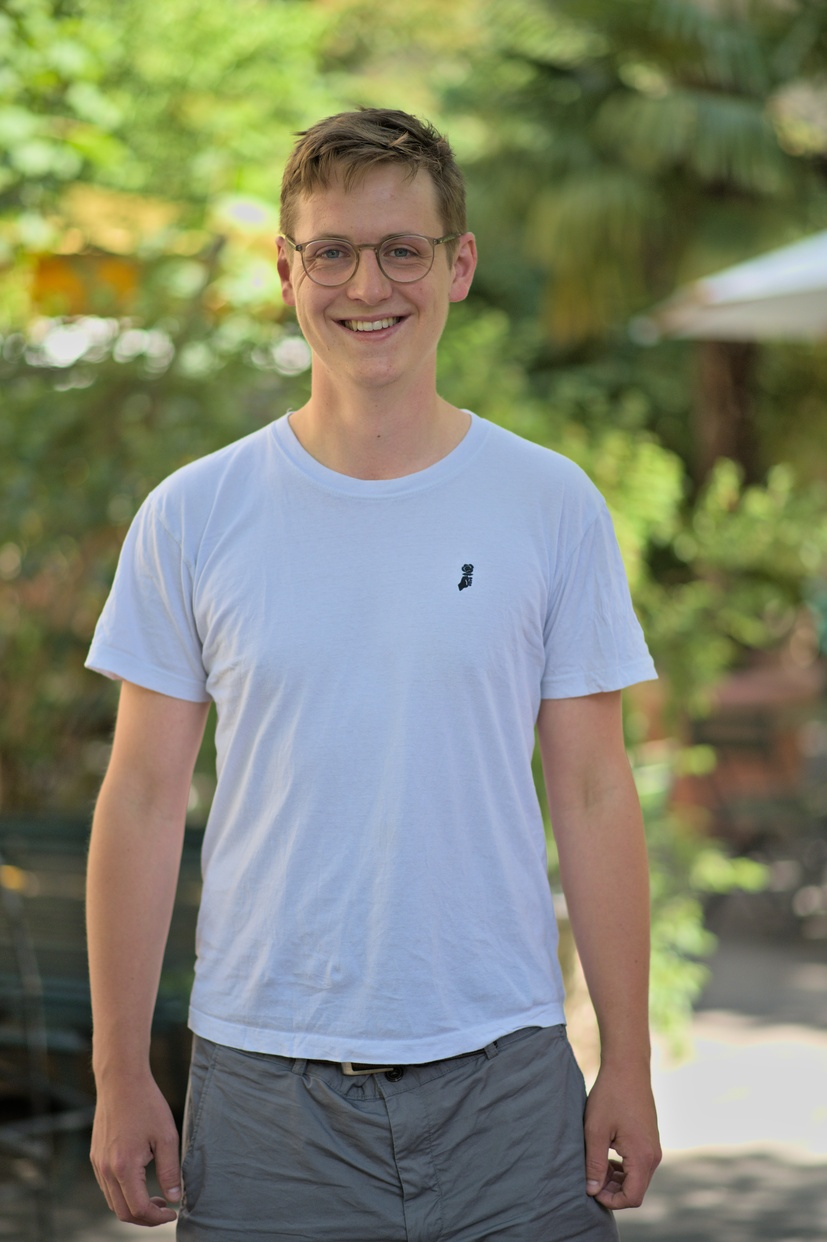
Nicola Siegrist (2022)

Nicola Siegrist (* 7. Dezember 1996) ist ein Schweizer Politiker (Juso/SP). Seit Mai 2019 sitzt er im Kantonsrat des Kantons Zürich.

## Leben
Siegrist wuchs in der Stadt Zürich im Kreis 10 auf und absolvierte 2015 die Matura am Literargymnasium Rämibühl. 2016 begann er ein Maschinenbaustudium an der ETH Zürich, 2017 wechselte er innerhalb der ETH zur Raumplanung und belegte zusätzlich Geographie an der Universität Zürich.

## Politik
Siegrist ist seit dem 1. Mai 2015 Mitglied der SP Schweiz. Bei der Juso Stadt Zürich war er zuerst von 2016 bis 2017 im Vorstand, anschliessend bis 2019 mit Lara Can im Co-Präsidium. Sie sorgten in dieser Zeit schweizweit für Aufsehen mit der städtischen Volksinitiative «Züri Autofrei». Die Initiative wurde 2020 vom Bundesgericht für ungültig erklärt.
2018 wurde Siegrist in den Vorstand der SP Zürich Kreis 10 gewählt. Dieses Amt bekleidete er bis 2022.
Seit Ende 2018 engagiert sich Siegrist im Schweizer Klimastreik.
Im Februar 2019 wurde er in die Geschäftsleitung der Juso Schweiz gewählt, später im gleichen Jahr ins Vize-Präsidium. Ebenfalls 2019 wurde er in die SP-Fraktion in den Kantonsrat Zürich gewählt. Dort ist er Mitglied der Justizkommission.
Ende April 2022 trat Siegrist aus dem Vize-Präsidium und der Geschäftsleitung der Juso Schweiz zurück, bevor er kurz darauf für die Nachfolge der damaligen Präsidentin Ronja Jansen kandidierte. Im Juni 2022 wurde er anschliessend an einer ausserordentlichen Jahresversammlung in Bern zum neuen Präsidenten der Juso Schweiz gewählt. Er gewann die Wahl gegen den Genfer Thomas Bruchez.
An einer ausserordentlichen Jahresversammlung in Solothurn trat Siegrist Ende Juni 2024 als Präsident der Juso Schweiz zurück. Mirjam Hostetmann wurde als seine Nachfolgerin gewählt.
Siegrist ist Mitglied im Salecinarat.